# Timofiej Strokacz
Timofiej Ambrosijewicz Strokacz (ros. Тимофе́й Амвро́сиевич Строка́ч; ur. 19 lutego?/4 marca 1903 w Biłocerkowicy, zm. 15 sierpnia 1963 w Kijowie) – ukraiński działacz komunistyczny, generał lejtnant bezpieczeństwa, wicekomisarz NKWD USRR (28 marca 1941 -16 stycznia 1946), od 30 maja 1942 do października 1944 równolegle szef sztabu ruchu partyzanckiego na Ukrainie, od 16 stycznia 1946 do 16 marca 1953 ludowy komisarz spraw wewnętrznych (NKWD) USRR/minister spraw wewnętrznych USRR, ponownie minister spraw wewnętrznych USRR (4 lipca 1953-31 maja 1956), wiceminister spraw wewnętrznych ZSRR (28 maja 1956 - 8 marca 1957).

## Życiorys
Urodził się i wychował w rodzinie chłopskich ukraińskich migrantów w obwodzie nadmorskim (Zielony Klin). W latach 1919–1922 był aktywnym uczestnikiem ruchu partyzanckiego na rosyjskim Dalekim Wschodzie. Od 1924 służył w oddziałach granicznych NKWD ZSRR. W 1927 wstąpił do Wszechzwiązkowej Komunistycznej Partii (bolszewików).
Ukończył II Charkowską szkołę Pograniczną, a następnie w latach 1932–1933 Wyższą Pograniczną Szkołę OGPU. 
W latach 1927–1932 był szefem strażnicy 56 Bławowieszczeńskiego i zastępcą komendanta 53 Daurskiego Oddziału Pogranicznego na Dalekim Wschodzie. Od 1933 do 1940 był komendantem grupy manewrowej 20 Sławuckiego Oddziału Pogranicznego, zastępcą szefa 24 mohylowskiego Oddziału Pogranicznego oraz dowódcą 162 Pułku NKWD, szefem sztabu 24 Oddziału Pogranicznego i szefem 25 tyraspolskiego Oddziału Pogranicznego. Od 28 marca 1941 do 16 stycznia 1946 był zastępcą komisarza ludowego spraw wewnętrznych USRR (NKWD USRR).
W czasie II wojny światowej organizował i dowodził istriebitielnymi batalionami i oddziałami partyzanckimi na Ukrainie. Uczestniczył w obronie Kijowa i Moskwy. Od 30 maja 1942 do października 1944 był szefem Ukraińskiego Sztabu Ruchu Partyzanckiego. Od  9 października 1944 do 16 stycznia 1946 oprócz funkcji zastępcy szefa NKWD USRR zajmował stanowisko naczelnika zarządu do walki z bandytyzmem, kierując walką z oddziałami Ukraińskiej Armii Powstańczej na terenie USRR.
Strokacz nie wydawał rozkazów wymierzonych przeciwko Armii Krajowej na Ukrainie. Sojusznicze stosunki i wspólne operacje AK i partyzantów radzieckich umożliwiły jednak NKWD rozbicie struktur AK po wojnie.
Od 16 stycznia 1946 do 16 marca 1953 ludowy komisarz spraw wewnętrznych (NKWD)/minister spraw wewnętrznych (MWD) USRR. Od marca do czerwca 1953 naczelnik zarządu MSW obwodu lwowskiego. Po aresztowaniu Ławrientija Berii 3 lipca 1956 przywrócony przez Nikitę Chruszczowa na stanowisko ministra spraw wewnętrznych USRR, które zajmował do 31 maja 1956.
Od 28 maja 1956 - 8 marca 1957 był wiceministrem spraw wewnętrznych ZSRR, szefem Głównego Zarządu Pogranicznych i Wewnętrznych Wojsk MSW ZSRR.
W 1957 został przeniesiony do rezerwy. 
Zmarł w 1963, został pochowany na cmentarzu Bajkowa w Kijowie.

## Odznaczenia
- Order Lenina (trzykrotnie)
- Order Czerwonego Sztandaru (trzykrotnie)
- Order Suworowa I klasy
- Order Wojny Ojczyźnianej I klasy
- Order Czerwonej Gwiazdy (dwukrotnie)